# Casa e Quinta da Igreja
A Casa e Quinta da Igreja localiza-se na freguesia de Santa Lucrécia de Algeriz e Navarra, município de Braga, distrito do mesmo nome, em Portugal.

## História
A sua denominação deve-se à existência, no local, da primitiva igreja paroquial.
A sua edificação foi iniciada no princípio do século XVIII.
Foi classificado como Monumento de Interesse Público em 24 de dezembro de 2012.

## Características
O solar está inserido em contexto marcadamente rural, apresenta uma torre no plano central e uma arquitectura com curvas e floreados próprios do barroco.
A casa está decorada em cantaria de granito nos cunhais, conijas, molduras dos vãos, pináculos e outros elementos.
Possui uma capela sob a invocação de Nossa Senhora do Bom Sucesso, com as armas de família inscritas na fachada.